# 河村一輝
河村 一輝（かわむら かずき、1997年11月13日 - ）は、岐阜県揖斐郡池田町出身の陸上競技選手。専門は中距離走。大垣日本大学高校、明治大学政治経済学部卒業。トーエネック陸上競技部所属。1500mの日本記録保持者。

## 経歴
高校3年時の2015年インターハイでは800mで準決勝敗退、1500mでは3分49秒24で3位入賞を果たす。
2016年4月に明治大学に進学。9月の日本体育大学長距離競技会1500mではジュニア日本歴代6位となる3分42秒81を記録する。
2年時の関東インカレ1部1500mでは3分47秒14で2位入賞。6月の第101回日本選手権1500mでは決勝に進出した（12位）。
3年時の関東インカレ1部1500mでは3分53秒33で7位入賞。
4年時の関東インカレ1部1500mでは0秒01及ばず予選敗退に終わったが、翌6月30日の第103回日本選手権1500mでは3分43秒80で7位入賞を果たす。
大学では長距離種目にも積極的に取り組み、1年時の第48回全日本大学駅伝でメンバー入りを果たす。12月には5000mで14分04秒20の自己ベストを記録した。大学駅伝初出場となった2年時の第49回全日本大学駅伝では3区区間14位。
3年時は上尾シティハーフマラソンで1時間04分04秒の好タイムをマークし、第95回箱根駅伝では6区にエントリーされるが、当日変更で出走は無かった。
4年時は第96回箱根駅伝予選会で個人39位・チーム内3番手と好走し予選通過に貢献。翌週行われた第51回全日本大学駅伝では3区区間16位。箱根本選では10区を担当。4位でタスキを受けると、東京国際大学・國學院大學・帝京大学と激しく3位を争い6位でゴール。5年ぶりのシード権獲得に貢献した。
大学卒業後はトーエネックに入社。
2021年4月10日の第29回金栗記念選抜陸上1500mで日本歴代9位の3分38秒83を記録すると、6月25日の第105回日本選手権1500mでは3分39秒18で初優勝を飾る。
さらに7月17日のホクレンディスタンスチャレンジ千歳大会1500mでは、3分35秒42をマークし日本記録を更新。5月に荒井七海が17年ぶりに日本新記録を出したばかりだったが、その記録を1秒63更新した。